# Psyché abandonnée
Pour l’article homonyme, voir Psyché abandonnée (Pajou).
Psyché abandonnée est un nu peint par Jacques-Louis David vers 1795 représentant le thème de Psyché abandonnée par l'Amour. Le tableau connu par les trois listes des œuvres dressées par l'artiste, comme formant un pendant avec la Vestale fut longtemps considéré comme perdu. La toile est retrouvée en 1991, et redécouverte publiquement lors de l'exposition L’Antiquité rêvée présentée au musée du Louvre en 2010. Peinture atypique dans l'œuvre de David Psyché abandonnée se caractérise par son style inachevé, et par son approche du nu féminin, différent des canons académiques.

## Description
Le tableau de format figure vertical, représente un nu féminin dans une posture assise. Coupée au niveau des jambes, Psyché est de profil, le visage de face, les bras pliés et les mains jointes près du visage. L'arrière-plan montre un ciel bleu brossé en touches animées, l'horizon est délimité par une colline.